# Atossa

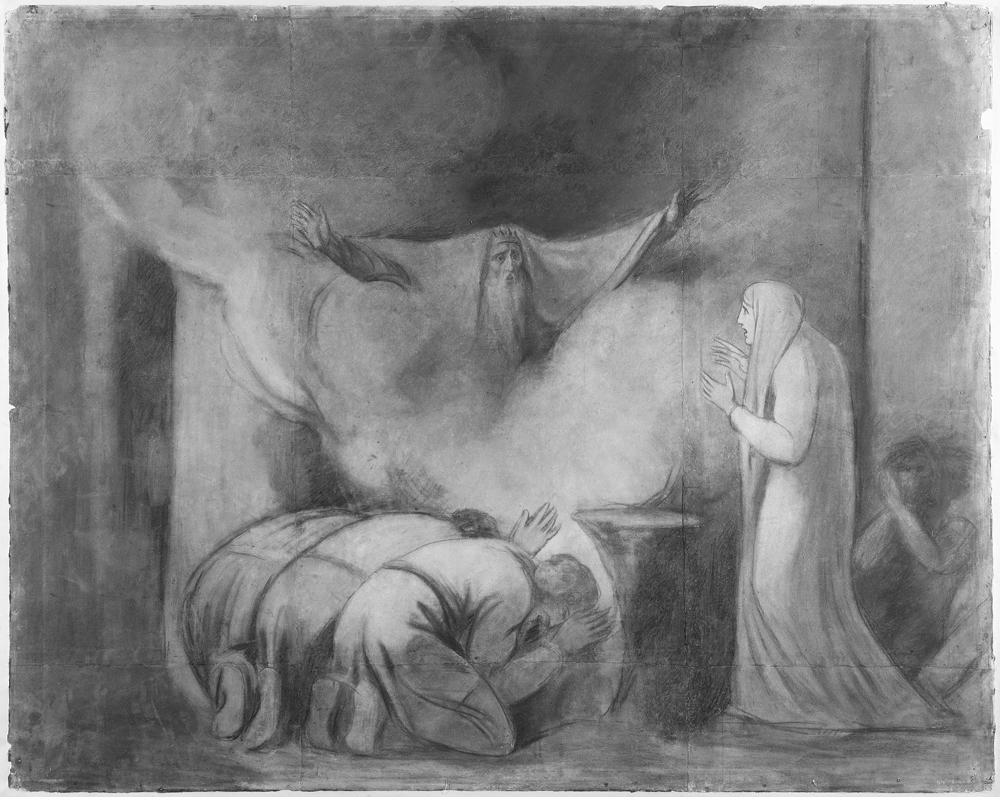
Tekening van George Romney: The Ghost of Darius Appearing to Atossa (voor Perzen door Aeschylus)

Atossa (Oudgrieks Ἄτοσσα) was een dochter van Cyrus II de Grote.
Ze was eerst, gedwongen, met haar broer Cambyses en later met Darius Hystaspis gehuwd. Zij was de meest invloedrijke vrouw uit de harem van Darius. Zij was de moeder van de Perzische koning Xerxes I en Ariamenes.

## Referentie
- art. Atossa, in F. Lübker - trad. ed. J.D. Van Hoëvell, Classisch Woordenboek van Kunsten en Wetenschappen, Rotterdam, 1857, p. 126.